# Municipal Ferry Pier
El Municipal Ferry Pier  es un edificio histórico ubicado en Nueva York, Nueva York. El Municipal Ferry Pier se encuentra inscrito  en el Registro Nacional de Lugares Históricos desde el 12 de diciembre de 1976.  

## Ubicación
El Municipal Ferry Pier se encuentra dentro del condado de Nueva York en las coordenadas 40°42′03″N 74°00′43″O / 40.700833, -74.011944.